# Gare de Lamballe
Pour les articles homonymes, voir Lamballe (homonymie).
La gare de Lamballe est une gare ferroviaire française des lignes de Paris-Montparnasse à Brest et de Lison à Lamballe, située sur le territoire de la commune de Lamballe-Armor dans le département des Côtes-d'Armor en région Bretagne.
Elle est créée en 1863 par la compagnie des chemins de fer de l'Ouest.
C'est une gare de la Société nationale des chemins de fer français (SNCF), desservie par des TGV inOui et des trains express régionaux TER Bretagne.

## Situation ferroviaire
Établie à 56 mètres d'altitude, la gare de Lamballe est située au point kilométrique (PK) 454,259 de la ligne de Paris-Montparnasse à Brest, entre les gares de Plestan et d'Yffiniac.
Gare de bifurcation, elle se trouve aussi au point kilométrique 206,207 de la ligne de Lison à Lamballe dont elle est le terminus, après la gare ouverte de Landébia. Elle est séparée de cette dernière par la gare fermée de Quintenic - Plédéliac.

## Histoire
Lamballe est une ville de 4 256 habitants lors de la création de cette septième station de la section de Rennes à Saint-Brieuc. Elle est mise en service par la compagnie des chemins de fer de l'Ouest, le 7 septembre 1863, lors de l'inauguration de cette section de Rennes à Guingamp de la ligne de Paris-Montparnasse à Brest. Elle dessert également la commune de Pléneuf et le port de Dahouët distant de 12 kilomètres.
En 1875, la compagnie de l'Ouest commence les travaux de la ligne de Lison à Lamballe, sous la direction de Pagès, l'ingénieur en chef de la compagnie.
En 2009, le poste d'aiguillage de la gare est encore équipé d'un ancien système de commande des années 1960, le « poste tout-relais à manettes individuelles (PMI) ». Le nombre de voyageurs transitant chaque jour par la gare est d'environ 500.
D'avril à fin septembre 2010, le service en gare est perturbé par d'importants travaux de rénovation et d'aménagement, dont l'objet est notamment de permettre une augmentation de la vitesse des trains et l'amélioration de l'accessibilité pour les personnes à mobilité réduite. Cela concerne les voies, leur plateforme, des appareils de voies et la destruction puis la reconstruction des deux quais. La SNCF indique que, pour la ligne de Paris à Brest, le trafic en gare de Lamballe représente en moyenne près de 60 trains (« 17 TGV, 31 TER et dix trains de fret ») par jour dans chaque sens. Les temps de parcours en TGV sont de 2 h 45 pour Paris, 45 min pour Rennes et 1 h 30 pour Brest.
En 2011, la gare a enregistré 427 000 voyageurs (montées et descentes confondues).

## Fréquentation
De 2015 à 2023, selon les estimations de la SNCF, la fréquentation annuelle de la gare s'élève aux nombres indiqués dans le tableau ci-dessous.
| Année                      | 2015    | 2016    | 2017    | 2018    | 2019    | 2020    | 2021    | 2022    | 2023    |
| -------------------------- | ------- | ------- | ------- | ------- | ------- | ------- | ------- | ------- | ------- |
| Voyageurs                  | 415 735 | 419 407 | 440 120 | 444 534 | 493 303 | 348 871 | 454 645 | 611 161 | 668 255 |
| Voyageurs et non voyageurs | 519 668 | 524 259 | 550 151 | 555 668 | 616 629 | 436 089 | 568 307 | 763 952 | 835 319 |

## Service des voyageurs

### Accueil
Gare SNCF, elle dispose d'un bâtiment voyageurs, avec guichets ouverts tous les jours. Elle est équipée de distributeurs automatiques de titres de transport TER. Un parking pour les véhicules y est aménagé ; une boutique de presse est installée dans le hall de la gare.
Elle est équipée de trois quais, un central et deux latéraux, qui desservent trois voies. Elle comporte aussi des voies de service.

### Desserte
La gare bénéficie d'une desserte par des TGV inOui, sur les relations de Paris-Montparnasse à Brest et de Paris-Montparnasse à Lannion. Elle est également desservie par des trains TER Bretagne qui circulent sur les lignes numéros 1 (Rennes - Brest), 16 (Rennes - Saint-Brieuc) et 24 (Saint-Brieuc - Dinan). Ces trois lignes TER desservant Saint-Brieuc et Lamballe, le cumul des offres auquel s'ajoutent quelques TGV permet d'offrir près d'une vingtaine de trains par jour entre Lamballe et Saint-Brieuc.

### Intermodalité
La gare est desservie par le réseau urbain Distribus et ses lignes 1 à 4 et par les lignes régionales 3 et 31 de BreizhGo.

## Service des marchandises
Cette gare est ouverte au service du fret (train massif seulement).